# Argentina en los Juegos Olímpicos de Pekín 2008
La participación de Argentina en los Juegos Olímpicos de Pekín 2008 fue la 19.ª presentación oficial organizada por el Comité Olímpico Argentino. La delegación presentó 138 deportistas, de las cuales 58 fueron mujeres (42 %), para participar en 19 deportes.  El abanderado fue el basquetbolista Emanuel Ginóbili.
El equipo olímpico obtuvo seis medallas: dos de oro y cuatro de bronce, repitiendo la misma cosecha de medallas que en Atenas 2004. Obtuvo también 3 diplomas olímpicos (puestos premiados). En el medallero general ocupó la posición n.º 35, cuarto en América Latina y el Caribe, después de Jamaica (13.º), Brasil (23.º) y Cuba (28.º).
El ciclismo con una medalla de oro y el judo con una de bronce, se destacaron al haber logrado las primeras medallas de la historia de esos deportes en el país. El fútbol masculino obtuvo su segunda medalla de oro consecutiva. El hockey sobre césped femenino obtuvo su tercera medalla en tres juegos consecutivos. La vela aportó su cuarta medalla en cuatro juegos también consecutivos. El básquet masculino obtuvo la medalla de bronce accediendo al podio por segundo juego consecutivo.
Entre los deportistas se destacaron el futbolista Javier Mascherano, segundo deportista argentino en obtener dos medallas de oro (el otro es el polista Juan Nelson) y el regatista Carlos Espínola, primer deportista argentino en obtener cuatro medallas olímpicas. El ciclista Juan Curuchet, ganador de la medalla de oro, se convirtió en el deportista argentino con mayor cantidad de presentaciones en Juegos Olímpicos (6).
La cantidad de medallas obtenidas constituye la segunda más exitosa de la historia olímpica argentina, repitiendo el desempeño de Atenas 2004, apenas detrás de las mejores actuaciones históricas en Ámsterdam 1928 y Londres 1948, en las que se alcanzaron 7 medallas, entre ellas tres de oro. Pese a ello, la cantidad de diplomas olímpicos (3) se encuentra entre los más bajos de la serie histórica, solo superado por México 1968 (1) y Múnich 1972 (2).
En relación con la cantidad de países participantes (204), se trató de la mejor ubicación de la historia del olimpismo argentino, superando la alcanzada en la actuación de 2004 en Atenas (38.º s/ 201). Otro dato destacable, es que obtuvieron medalla 51 atletas de la delegación (36,96%), el porcentaje más alto de la historia. A su vez, la delegación femenina alcanzó su máximo histórico, tanto en números absolutos (58), como en el porcentaje (42%), obteniendo además dos de las seis medallas.

## La delegación
La delegación argentina estuvo integrada por 138 deportistas que se inscribieron para participar en 19 deportes. La atleta más joven fue la nadadora Antonella Bogarín, de 16 años, y el mayor fue Juan Carlos Dasque, de 56 años. La mayoría de los deportistas fueron varones (80), pero la delegación femenina (58) representó el 42% y fue la más numerosa de la historia del olimpismo argentino, superando las 47 deportistas alcanzadas en 1996. De las seis medallas, los varones aportaron cuatro y las mujeres, dos. Cincuenta y dos fueron los atletas que obtuvieron medallas, el 37% del total.
El basquetbolista Emanuel Ginóbili fue elegido como abanderado en la ceremonia de apertura de los Juegos, por votación de los 19 jefes de cada uno de los equipos deportivos que integran la delegación. Para el cierre de los Juegos, el 24 de agosto, fue elegido abanderado el remero Santiago Fernández, quien no obstante ofreció a Juan Curuchet reemplazarlo como portador de la bandera, debido a la medalla de oro que obtuvo y a sus seis Juegos Olímpicos disputados, siempre como amateur. Curuchet ya había expresado públicamente lo que significaba para él ser abanderado de la delegación en los siguientes términos:

Estoy llegando a mis sextos y últimos Juegos Olímpicos. Tengo la plena conciencia del deber cumplido. Valoro mis raíces, mi gente, mi tierra, tal cual es, pero trabajando siempre para mejorar y competir en el mundo sin prisa, pero sin pausa, pedal a pedal... Llevo la bandera en mi piel y en mi sangre, permítanme mostrarla al frente de nuestra delegación argentina, que llevará un auténtico mensaje de amor a la patria y al deporte. Las agujas del reloj están golpeando mi puerta. ¡Ayúdenme a cumplir mi sueño! Juan Esteban Curuchet, 43 años, ciclista.

El siguiente es el detalle de la delegación olímpica:
| Delegación olímpica argentina                                         | Delegación olímpica argentina | Delegación olímpica argentina | Delegación olímpica argentina | Delegación olímpica argentina |
| Deporte                                                               | Pruebas | Dep. M                        | Dep. F                        | Dep. T                        |
| --------------------------------------------------------------------- | --- | ----------------------------- | ----------------------------- | ----------------------------- |
| Atletismo                                                             | 800 metros, 1500 metros, bala, Salto con garrocha, lanzamiento de jabalina, marcha, lanzamiento de martillo y lanzamiento de disco. | 8                             | 3                             | 11                            |
| Básquet                                                               | Masculino | 12                            | 0                             | 12                            |
| Boxeo                                                                 | Masculino peso mediano (hasta 75 kg) | 1                             | 0                             | 1                             |
| Piragüismo                                                            | K1 500, K1 1000. | 1                             | 1                             | 2                             |
| Ciclismo                                                              | Ciclismo en pista, BMX (Bicycle Moto Cross), bicicleta de montaña y ruta | 7                             | 2                             | 9                             |
| Equitación                                                            | Concurso completo y salto en pista | 2                             | 0                             | 2                             |
| Esgrima                                                               | Florete individual. | 1                             | 0                             | 1                             |
| Fútbol                                                                | Masculino y femenino. | 19                            | 18                            | 37                            |
| Halterofilia                                                          | 75 kilos (mujeres) y 77 kilos (varones). | 1                             | 1                             | 2                             |
| Hockey sobre césped                                                   | Femenino | 0                             | 16                            | 16                            |
| Judo                                                                  | 48 kg (fem.), 60 kg (masc.), 63 kg (fem.), 73 kg (masc.), 78 kg (fem.), 81 kg (masc.), 90 kg (masc.), 100 kg (masc.), 100 kg (masc.). | 6                             | 3                             | 9                             |
| Natación                                                              | 50 m libre (varones), 100m libre (varones), 200m libre (mujeres), 400 m libre (varones y mujeres), 800m libre (mujeres), 1500m libre (varones), 100m pecho (varones y mujeres), 200m pecho (varones y mujeres), 100m espalda (varones), 200m mariposa (varones y mujeres), maratón 10 km -aguas abiertas- (varones y mujeres). | 6                             | 6                             | 12                            |
| Remo                                                                  | single scull -M1x- (masculino y femenino). | 1                             | 1                             | 2                             |
| Taekwondo                                                             | 67 kg (fem) | 0                             | 1                             | 1                             |
| Tenis                                                                 | individual (masculino y femenino), dobles (masculino y femenino) | 4                             | 2                             | 6                             |
| Tenis de mesa                                                         | individual (masculino) | 2                             | 0                             | 2                             |
| Tiro deportivo                                                        | Trap | 1                             | 0                             | 1                             |
| Vela                                                                  | Mistral, Láser, Láser Radial, Tornado, 470 | 6                             | 4                             | 10                            |
| Vóley playa                                                           | Masculino | 2                             | 0                             | 2                             |
| Total                                                                 | Total | 80                            | 58                            | 138                           |
| Fuente:Competition Information, Athlets, Sitio oficial de Pekín 2008. | |                               |                               |                               |

## Medalla de bronce en judo

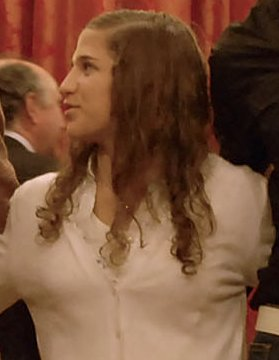
Paula Pareto obtuvo la primera medalla (bronce) para el judo argentino.

El 9 de agosto, primer día de los Juegos, la judoca Paula Pareto, de 22 años y debutante olímpica, sumó la primera medalla de la delegación argentina y la primera también en la historia del judo argentino, al obtener la de bronce en la categoría de menos de 48 kilogramos.
Pareto venció en su primer combate a la australiana Tiffany Day (por ippon), para luego perder con la judoca japonesa Ryoko Tani (por shido), debiendo ir a la rueda de repesca. Allí derrotó sucesivamente a la china Shuwen Wu (waza-ari) y la húngara Eva Csernoviczki (waza-ari), para disputar la medalla de bronce con la coreana Song Pak Ok.
En el combate decisivo, Song Pak Ok se puso en ventaja por la mínima diferencia (koka) y el resto del combate se mantuvo sin que ambas luchadoras pudieran marcar otras ventajas. Cuando faltaban apenas pocos segundos para el final, Pareto realizó una toma que puso de espaldas a la coreana. Los jueces, sin embargo, no estaban de acuerdo sobre lo que había sucedido y debieron deliberar, para establecer finalmente que se trató de un waza-ari que le dio la victoria a la argentina por 0100 a 0001.
La medalla de oro fue para la rumana Alina Dumitru y la de plata para la cubana Yanet Bermoy. Tani, perdió con la campeona y compartió con Pareto la medalla de bronce.

## Medalla de oro en ciclismo

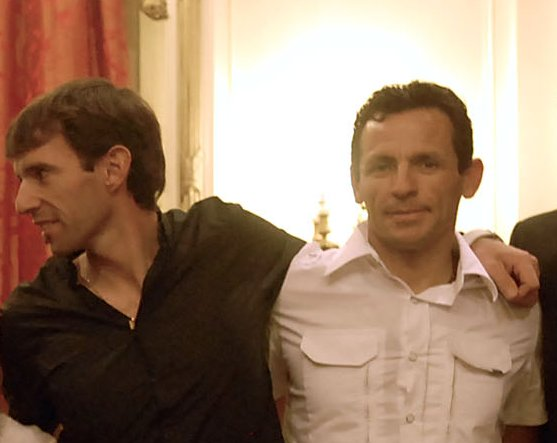
Walter Pérez y Juan Curuchet en la recepción presidencial a los medallistas olímpicos en la Casa Rosada, 2008.

El 19 de agosto, Juan Curuchet (43 años) y Walter Pérez (33 años), obtuvieron la medalla de oro olímpica en la prueba Madison o americana. La prueba Madison, conocida también como americana, es una competencia que se realiza en equipo de dos ciclistas que deben recorrer 50 kilómetros (200 vueltas); cada equipo puede sumar puntos en los embalajes o sprints, carreras de una vuelta que se realizan cada 20 vueltas y que suman diez en total. Gana el equipo que primero completa los 50 kilómetros, pero en caso de que varios equipos lleguen en la misma vuelta, gana el que más puntos haya sumado en los sprints.
Curuchet y Pérez adoptaron una táctica de velocidad. Para ello lograron sacarle una vuelta a los demás competidores luego del segundo sprint y a continuación consolidaron su posición ganando el tercer sprint (5 pts.). Luego del cuarto sprint, sin embargo, los rusos (Mikhail Ignatyev-Alexei Markov) los igualaron en vueltas y puntos, pero la carrera se mantuvo con los argentinos en punta cuando sumaron un punto en el séptimo sprint y dos más en el siguiente, alcanzando 8 puntos.
Faltando 10 kilómetros, la situación se hizo compleja cuando los españoles (Joan Llaneras-Antonio Tauler) también alcanzaron a los argentinos en vueltas, con 5 puntos, pero con dos sprints por venir. Por otra parte, con una vuelta menos pero más puntos, venían los belgas (Iljo Keisse-Kenny de Ketele) con 17 puntos, los alemanes (Roger Kluge-Olaf Pollack), con 15 puntos y los daneses (Michael Moerkoev-Alex Nicki Rasmussen), con 11 puntos. Cualquiera de ellos que lograra alcanzar a los punteros, ganaría la prueba por la cantidad de puntos que habían sumado. En particular, el equipo belga aceleró su marcha comenzando a descontar distancia a los líderes.
En los últimos cinco kilómetros, Curuchet-Pérez debían evitar que los alcanzaran los belgas y esperar que los rusos y los españoles no sumaran suficientes puntos en el sprint final, donde los ibéricos terminaron terceros (2 pts.), suficientes para desplazar a los rusos del segundo lugar, pero quedando un punto atrás de los argentinos. El cierre de la prueba tuvo emoción, con el equipo belga realizando un esfuerzo final para descontar la vuelta que llevaban argentinos, españoles y rusos, sin lograrlo. Las posiciones finales fueron:
| Ciclismo. Prueba Madison. Tabla final | Ciclismo. Prueba Madison. Tabla final | Ciclismo. Prueba Madison. Tabla final | Ciclismo. Prueba Madison. Tabla final | Ciclismo. Prueba Madison. Tabla final | Ciclismo. Prueba Madison. Tabla final | Ciclismo. Prueba Madison. Tabla final |
| Pos.                                  | Equipo                                | País                                  | Sprints (Pts.)                        | Pts.                                  | Vueltas menos                         |                                       |
| ------------------------------------- | ------------------------------------- | ------------------------------------- | ------------------------------------- | ------------------------------------- | ------------------------------------- | ------------------------------------- |
| 1                                     | Juan Curuchet-Walter Pérez            | Argentina                             | 3(5), 7(1), 8(2)                      | 8                                     |                                       |                                       |
| 2                                     | Joan Llaneras-Antonio Pérez           | España                                | 6(5), 10(2)                           | 7                                     |                                       |                                       |
| 3                                     | Mikhail Ignatyev-Alexei Markov        | Rusia                                 | 2(3), 4(2), 8(1)                      | 6                                     |                                       |                                       |
| 4                                     | Iljo Keisse-Kenny de Ketele           | Bélgica                               | 1(1), 2(5), 4(1), 7(5), 8(5)          | 17                                    | -1                                    |                                       |
| 5                                     | Roger Kluge-Olaf Pollack              | Alemania                              | 1(3), 3(2), 4(5), 5(3), 6(2)          | 15                                    | -1                                    |                                       |
| 6                                     | Michael Moerkoev-Alex Nicki Rasmussen | Dinamarca                             | 1(5), 7(3), 9(3), 10(3)               | 14                                    | -1                                    |                                       |
| 7                                     | Matthieu Ladagnous-Jerome Neuville    | Francia                               | 1(2), 3(3), 5(1), 9(1), 10(5)         | 12                                    | -1                                    |                                       |
| 8                                     | Jens Mouris-Peter Schep               | Países Bajos                          | 6(2), 8(3), 10(1)                     | 6                                     | -1                                    |                                       |
| 9                                     | Mark Cavendish-Bradley Wiggins        | Reino Unido                           | 2(1), 5(3), 9(2)                      | 6                                     | -1                                    |                                       |
| 10                                    | Greg Henderson-Hayden Roulston        | Nueva Zelanda                         | 7(5)                                  | 5                                     | -1                                    |                                       |
| 11                                    | Franco Marvulli-Bruno Risi            | Suiza                                 | 5(2), 6(1)                            | 3                                     | -1                                    |                                       |
| 12                                    | Zachary Bell-Martin Gilbert           | Canadá                                | 4(5)                                  | 5                                     | -3                                    |                                       |
| 13                                    | Milan Kadlec-Alois Kaňkovský          | República Checa                       | 4(3)                                  | 5                                     | -3                                    |                                       |
| 14                                    | Angelo Ciccone-Fabio Masotti          | Italia                                |                                       | 0                                     | -3                                    |                                       |
| 15                                    | Lyubomyr Polatayko-Volodymyr Rybin    | Ucrania                               |                                       | 0                                     | -3                                    |                                       |
| 16                                    | Michael Friedman-Bobby Lea            | Estados Unidos                        |                                       | 0                                     | -4                                    |                                       |
| Fuente: Informe oficial, Pekín 2008.  |                                       |                                       |                                       |                                       |                                       |                                       |

La medalla de oro obtenida por Curuchet-Pérez fue la primera del ciclismo argentino en el olimpismo y la número 16 para la Argentina. Curuchet, por su parte, se convirtió en el argentino con mayor cantidad de actuaciones olímpicas, sumando seis: Los Ángeles 1984, Seúl 1988, Atlanta 1996, Sídney 2000, Atenas 2004 y Pekín 2008.

## Medalla de bronce en vela (Clase Tornado)

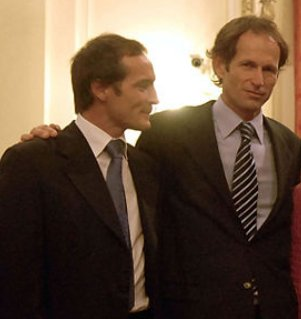
Carlos Espínola y Santiago Lange en la recepción presidencial a los medallistas olímpicos en la Casa Rosada, 2008.

El 21 de agosto de 2008, los regatistas Carlos Espínola (36 años) y Santiago Lange (46 años), obtuvieron la medalla de bronce en la clase Tornado, repitiendo el logro obtenido en los Juegos Olímpicos de Atenas 2004.
Los favoritos de la prueba eran los australianos, españoles, neerlandeses y griegos, los cuatro primeros en ese orden en la clasificación mundial, en el que Espínola-Lange figuraban en el puesto 18.º.
La dupla Espínola-Lange tuvieron un mal comienzo en la primera regata corrida el 15 de agosto, en la que terminaron en la 13.ª posición (que a la postre sería el descarte). En primer lugar llegó la pareja española (Fernando Echavarri-
Anton Paz), seguida de los griegos y neerlandeses, y en el quinto lugar la dupla australiana (Darren Bundock-Glenn Ashby).
La segunda regata se corrió el 16 de agosto, y fue ganada por los argentinos, quienes con ese resultado se ubicaron sextos en la general. Una hora después se corrió la tercera regata, que fue nuevamente ganada por Espínola-Lange, colocándose terceros en la general, detrás de los españoles y australianos, y seguidos por los griegos y neerlandeses.
El domingo 17 se corrió la cuarta regata. Ganada por los australianos, Espínola-Lange terminaron en la 12.ª posición, quedando cuartos en la general, con los griegos adelante y los neerlandeses detrás.
El lunes 18 se corrieron tres regatas. En la quinta regata, Espínola-Lange llegaron en cuarto lugar, y se pusieron segundos en la general, con los griegos primeros. En la sexta regata, los argentinos llegaron sextos, manteniéndose terceros en la general, y nuevamente australianos y españoles tomaron la punta; los griegos mientras tanto se retrasaron y los neerlandeses se colocaron cuartos. La séptima regata no fue buena para los argentinos, porque llegaron novenos, mientras que los griegos retomaron el tercer lugar en la general, postergando a los argentinos al cuarto, siempre con los españoles y australianos en la punta.
El miércoles 20 se corrieron las últimas tres regatas. La octava fue ganada por Espínola-Lange, que recuperaron el tercer lugar en la general, aunque relativamente lejos de los españoles y australianos; atrás los neerlandeses y griegos. En la novena regata, los argentinos llegaron novenos, pero por delante de los neerlandeses, debido a lo cual mantuvieron el tercer puesto en la general, seguidos ahora, nuevamente por los griegos. La décima regata fue emotiva y modificó sustancialmente las posiciones. Espínola-Lange, luego de largar terceros, adoptaron una actitud muy agresiva hasta ganarla, mientras que españoles, griegos, neerlandeses y australianos terminaron rezagados. Por esa razón los argentinos se mantuvieron en el tercer lugar, pero acercándose a solo tres puntos de los alemanes y a ocho puntos de los españoles, situación en la que enfrentaron la Medall Race (regata por las medallas), en la que el puntaje es doble y corren los diez equipos mejor ubicados.
En la Medall Race los argentinos quedaron retrasados y llegaron octavos a la primera marca, con los australianos y griegos detrás. Mientras tanto los canadienses se pusieron terceros en la regata, colocándose cuartos en la general a solo tres puntos de los argentinos; por su parte los alemanes volcaron, quedando fuera de competencia. En la segunda marca la situación se mantuvo, con los argentinos séptimos y manteniendo el tercer puesto en la general con tres puntos de ventaja sobre los canadienses. En la tercera marca los argentinos se pusieron sextos, aumentando su ventaja en la general, sobre los canadienses, a cinco puntos. En la última etapa la situación se mantuvo, ganando los argentinos la medalla de bronce, detrás de los australianos (plata) y los españoles (oro).
Con este resultado Carlos Espínola se convirtió en el primer argentino en ganar cuatro medallas olímpicas.
| Vela Clase Tornado. Tabla final      | Vela Clase Tornado. Tabla final            | Vela Clase Tornado. Tabla final | Vela Clase Tornado. Tabla final | Vela Clase Tornado. Tabla final |
| Pos.                                 | Equipo                                     | País                            | Pts.                            |                                 |
| ------------------------------------ | ------------------------------------------ | ------------------------------- | ------------------------------- | ------------------------------- |
| 1                                    | Fernando Echavarri-Antón Paz               | España                          | 44                              |                                 |
| 2                                    | Darren Bundock-Glenn Ashby                 | Australia                       | 49                              |                                 |
| 3                                    | Carlos Espínola-Santiago Lange             | Argentina                       | 56                              |                                 |
| 4                                    | Oskar Johansson-Kevin Stittle              | Canadá                          | 61                              |                                 |
| 5                                    | Mitch Booth-Pim Nieuwenhuis                | Países Bajos                    | 64                              |                                 |
| 6                                    | Leigh McMillan-Will Howden                 | Reino Unido                     | 68                              |                                 |
| 7                                    | Johannes Polgar-Florian Spalteholz         | Alemania                        | 70                              |                                 |
| 8                                    | Francesco Marcolini-Edoardo Bianchi        | Italia                          | 74                              |                                 |
| 9                                    | Iordanis Paschalidis-Konstantinos Trigonis | Grecia                          | 80                              |                                 |
| 10                                   | Roman Hagara- Hans Steinacher              | Alemania                        | 82                              |                                 |
| Fuente: Informe oficial, Pekín 2008. |                                            |                                 |                                 |                                 |

## Medalla de bronce en hockey sobre césped femenino

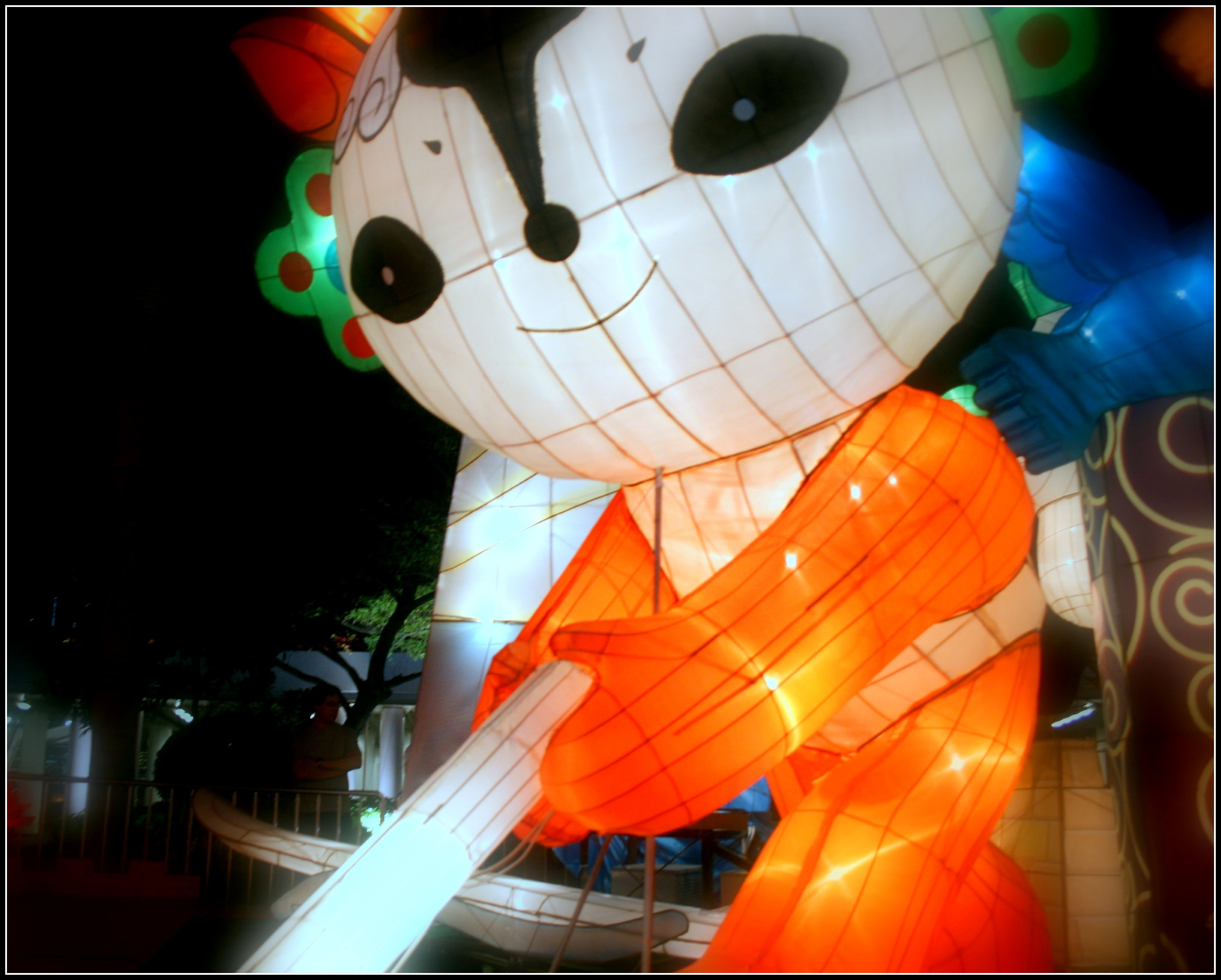
Mascota de los Juegos Olímpicos de Pekín 2008, jugando al hockey. Las Leonas ganaron la medalla de bronce luego de vencer a Alemania 2-1.

El 22 de agosto de 2008, el seleccionado femenino de hockey sobre césped ganó la medalla de bronce al vencer a Alemania 3-1, en el partido por el tercer puesto. De este modo, Las Leonas, obtuvieron la tercera medalla consecutiva en Juegos Olímpicos (plata en Sídney 2000 y bronce en Atenas 2004).
El equipo argentino tuvo un mal comienzo en su serie de clasificación, empatando con Estados Unidos y Gran Bretaña y quedando obligado a ganar los tres partidos restantes, entre ellos a Alemania, defensora de la medalla de oro. Sin embargo Argentina logró finalmente clasificar, ganando los tres partidos, incluyendo un contundente 4-0 sobre Alemania. En semifinales Las Leonas enfrentaron a los Países Bajos, frente a los que cayeron por 5-2, en un juego en el que las neerlandesas mostraron clara superioridad.
En el partido por la medalla de bronce las argentinas debieron enfrentar nuevamente a las alemanas, que habían sido derrotadas en semifinales por China, 2-3, luego de haber ido ganando 2-1. Las Leonas volvieron a mostrar superioridad sobre las últimas ganadoras del oro, y luego de fallar tres córneres cortos, obtuvieron el primer gol a través de un nuevo córner corto concretado por Rosario Luchetti a los 10:25 de juego. Luego de la ventaja, las argentinas mantuvieron el control del encuentro, y volvieron a marcar un gol a los 21:24, a través de un tiro de Carla Rebecchi. Alemania buscó reaccionar y obtuvo su primer córner corto a los 23:17, fallándolo, pero Argentina continuó atacando y realizó tres tiros al arco, antes de finalizar el primer tiempo.
El segundo tiempo mostró una clara recuperación de Alemania, que erró dos tiros al arco y luego un córner corto, para descontar a los 44:29 y ponerse 1-2, por medio de un gol de Anke Kuehn. Las alemanas buscaron el empate, fallando un nuevo córner corto y luego un disparo franco que salvó la arquera argentina Paola Vukojicic. A los 58 minutos las germanas tuvieron otro córner corto más, que atajó Paola Vukojicic, pero tres minutos después, Argentina logró su tercer gol, por medio de Noel Barrionuevo, en el único córner corto obtenido en el segundo tiempo. Los últimos minutos mostraron un "partido de ida y vuelta", en el que las alemanas fallaron dos córneres cortos y un tiro al arco, mientras que las argentinas tiraron dos veces al arco sin concretar.
El equipo argentino de hockey sobre césped estuvo integrado por Magdalena Aicega, Luciana Aymar, Noel Barrionuevo, Claudia Burkart, Soledad García, Mariana González Oliva, Alejandra Gulla, María de la Paz Hernández, Giselle Kañevsky, Rosario Luchetti, Mercedes Margalot, Carla Rebecchi, Mariana Rossi, Mariné Russo, Belén Succi y Paola Vukojicic. El entrenador fue Gabriel Minadeo.

## Medalla de oro en fútbol masculino

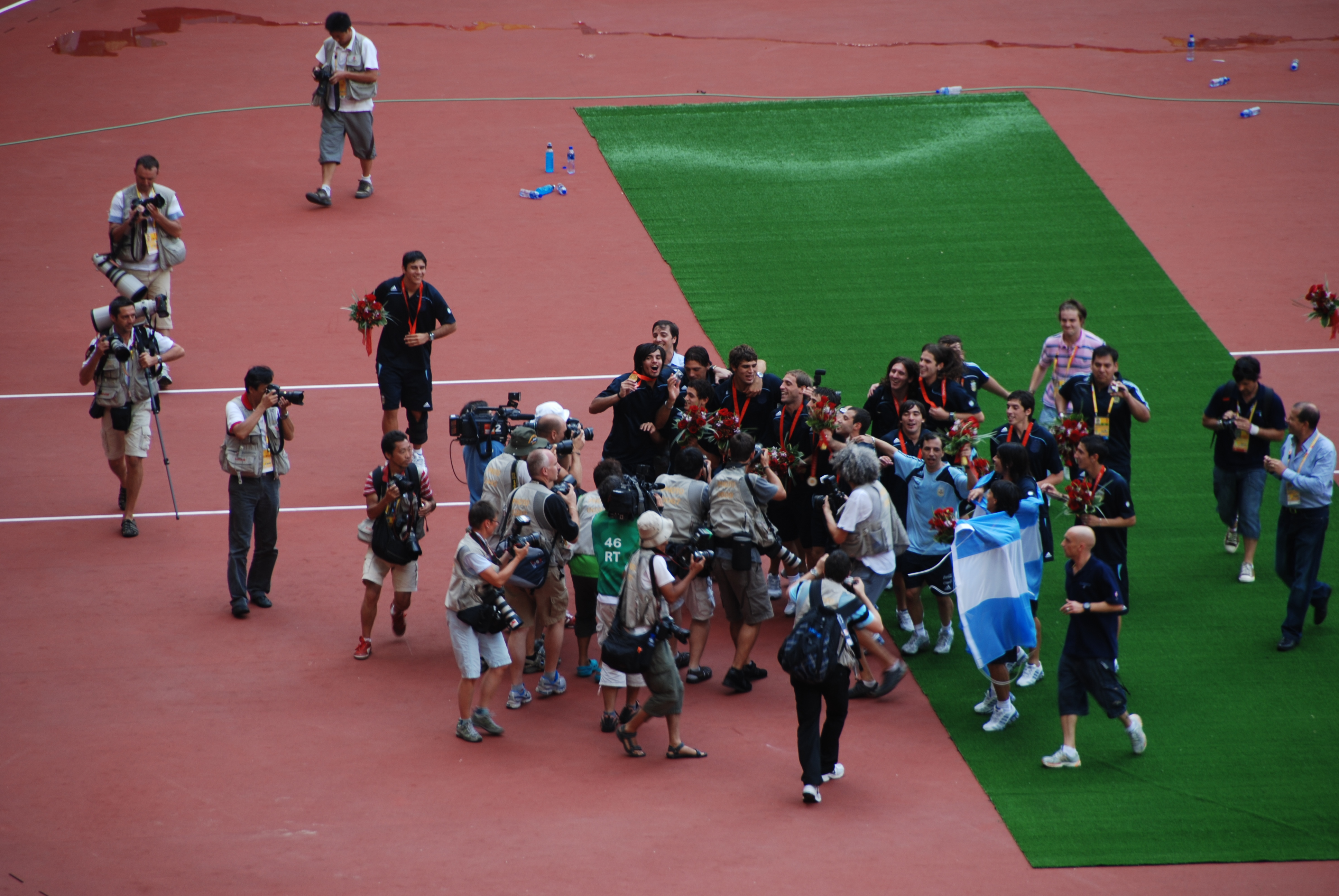
La selección nacional festeja su medalla de oro tras vencer a Nigeria por 1-0.

El 23 de agosto de 2008, el seleccionado de fútbol masculino ganó la medalla de oro al vencer a Nigeria 1-0, en el partido final. De este modo, el fútbol argentino obtuvo la segunda medalla de oro consecutiva en Juegos Olímpicos, que se suman a dos medallas de plata obtenidas en Ámsterdam 1928 y Atlanta 1996 y la medalla de oro n.º 17 en la historia olímpica del país. Con este logro Argentina se ubicó tercera en el medallero histórico del fútbol masculino, precedida de Hungría y Gran Bretaña, ambos con tres medallas de oro.
Argentina ganó su grupo de eliminación, luego de vencer a Costa de Marfil 2-1 (goles de Lionel Messi y Lautaro Acosta), a Australia 1-0 (gol de Ezequiel Lavezzi) y a Serbia 2-0 (goles de Ezequiel Lavezzi -penal- y Diego Buonanotte).
Ya en la serie eliminatoria, Argentina debió enfrentar por cuartos de final a Holanda. Los argentinos se pusieron en ventaja con gol de Messi (14'), pero los neerlandeses empataron poco después con gol de Otman Bakkal (36'), llegando empatados al fin del tiempo reglamentario, por lo que debieron jugarse dos tiempos adicionales de quince minutos. Allí Argentina logró la ventaja definitiva con un gol de Ángel Di María (105').
En la semifinal se enfrentó a su eterno archirrival sudamericano, Brasil, considerado uno de los favoritos a ganar la medalla de oro. Los argentinos superaron ampliamente a los brasileños 3-0, con dos goles de Sergio Agüero (52' y 58') y de Juan Román Riquelme, de penal (76').
El partido final fue contra Nigeria, que venía de derrotar consecutivamente a Costa de Marfil 2-0 y a Bélgica 4-1. Argentina y Nigeria ya habían disputado la final de los Juegos Olímpicos de Atlanta 1996 en la que ganaron los africanos. El encuentro resultó muy equilibrado, con escasas situaciones de gol. El único gol, que terminó dándole la victoria a la Argentina, fue convertido por Ángel Di María ya en el segundo tiempo (58'), en un contraataque realizado velozmente por Lionel Messi, quien le dio la asistencia a Di María, que "picó" la pelota para pasarla por encima del arquero nigeriano. Nigeria se fue al ataque buscando el empate y generó varias situaciones de gol, pero el partido terminó finalmente 1-0, dándole la medalla de oro a los argentinos.
Argentina terminó invicta ganando todos los partidos. Convirtió 11 goles y recibió solo dos. No hubo ningún jugador que se destacara especialmente como goleador, siendo cuatro los jugadores que convirtieron dos: Lionel Messi, Ezequiel Lavezzi, Ángel Di María y Sergio Agüero.
Javier Mascherano, mediocampista de contención en el equipo argentino, obtuvo su segunda medalla de oro y se convirtió, junto al polista Juan Nelson, en los únicos argentinos en ganar dos medallas de oro.
El equipo argentino de fútbol estuvo integrado por Lautaro Acosta, Sergio "Kun" Agüero, Éver Banega, Diego Buonanotte, Ángel Di María, Federico Fazio, Fernando Gago, Ezequiel Garay, Ezequiel Lavezzi, Javier Mascherano, Lionel Messi, Luciano Fabián Monzón, Nicolás Pareja, Juan Román Riquelme, Sergio Romero, José Sosa, Oscar Ustari y Pablo Zabaleta. Durante el partido contra Holanda por los cuartos de final, Oscar Ustari sufrió una lesión y fue reemplazado por Sergio Romero. El director técnico fue Sergio Batista.
Con los resultados obtenidos en Pekín 2008, Argentina obtuvo un récord olímpico al alcanzar la marca de doce partidos consecutivos sin perder.

## Medalla de bronce en básquet masculino

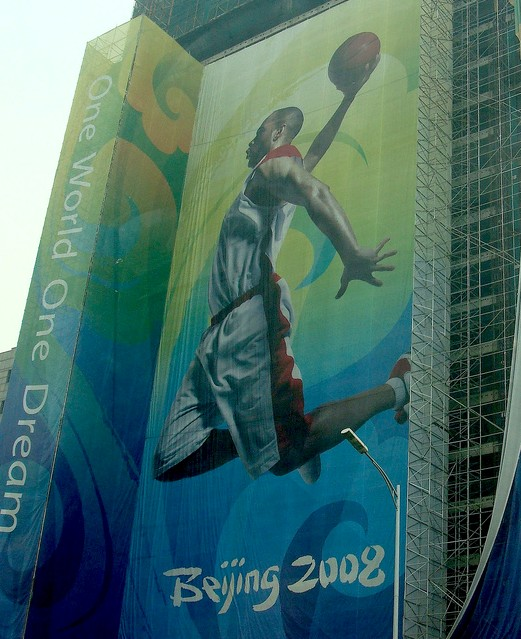
Mural de básquet en Pekín 2008. Argentina obtuvo la medalla de bronce al vencer a Lituania 80-64.

En la etapa clasificatoria Argentina integró el Grupo A, perdiendo su primer partido contra Lituania (75-79), y ganándole luego a Australia (85-68), a Croacia (77-53), a Irán (97-82) y a Rusia (91-79), clasificando segundo en su grupo. En cuartos de final Argentina enfrentó a Grecia, ganando por solo dos puntos en un partido disputado de comienzo a fin (80-78). En semifinales Argentina enfrentó al Dream Team de Estados Unidos perdiendo 81-101.
El 24 de agosto enfrentó nuevamente a Lituania, esta vez por la medalla de bronce. En el equipo no pudo estar presente su principal estrella, Emanuel Ginóbili, mientras que Andrés Nocioni jugó seriamente lesionado.
El primer cuarto se mostró parejo, con un leve predominio argentino, que finalizó con un resultado favorable de 24-21 (rebotes 11-7). En el segundo cuarto, a los 7:06 Lituania se puso arriba por uno (26-27), pero inmediatamente la Argentina respondió con tres triples seguidos (35-27). Un nuevo triple a los 4:17 puso a la Argentina arriba por diez (38-28) y dos más de Paolo Quinteros puso el partido 44-31 faltando dos minutos. Argentina se fue al descanso del medio tiempo con una ventaja de 46-34.
En el tercer cuarto Lituania salió a acelerar y presionar para descontar. Argentina resistió la presión y la diferencia en el resultado, llegando a ponerse 57-39 a los 5:10 (17 puntos para Luis Scola). Luego de varios minutos de paridad, Argentina volvió a desnivelar sobre el final, con un triple y tres dobles consecutivos (dos de Andrés Nocioni, en una actuación destacada pese a la lesión), que puso el marcador 68-44 faltando menos de 2 minutos, para cerrar el tercer cuarto 68-49.
En el cuarto Lituania estaba obligada a buscar ataques rápidos y triples. El partido se hizo duro y Lituania logró reducir la diferencia colocándose 71-59 faltando 7 minutos. Faltando 5 minutos, Argentina sufrió una seria pérdida, cuando Scola debió abandonar la cancha al llegar a cinco faltas. Los argentinos sin embargo lograron controlar el partido, y faltando tres minutos estaba catorce puntos arriba (80-64). En los minutos finales mantuvo la diferencia para terminar ganando por 87-75.
El equipo argentino de básquet estuvo integrado por Carlos Delfino, Emanuel Ginóbili, Román González, Juan Pedro Gutiérrez, Leonardo Gutiérrez, Federico Kammerichs, Andrés Nocioni, Fabricio Oberto, Antonio Porta, Pablo Prigioni, Paolo Quinteros y Luis Scola. El entrenador fue Sergio Hernández.

## Diplomas olímpicos (puestos premiados) y otros buenos resultados
Julio Alsogaray obtuvo diploma olímpico al llegar séptimo en la clase Láser en vela. Alsogaray, subcampeón mundial 2008 de Láser, llegó a estar segundo en la competencia y se mantuvo en las primeras posiciones durante la primera mitad, pero un error de largada lo postergó, y a pesar de que luego recuperó posiciones que le permitieron acceder a la medal race (regata final por las medallas) y obtener el diploma, no alcanzó para obtener una medalla.
María Gabriela Díaz obtuvo diploma olímpico al llegar quinta en la prueba de ciclismo BMX (bycycle motocross extreme). La argentina se mantuvo disputando el segundo lugar hasta la recta final, junto a un pelotón de cuatro competidoras que terminaron superándola, entrando todas en menos de dos segundos. Realizó un tiempo de 39.747 segundos.
Vanina Sánchez Berón obtuvo diploma olímpico al terminar 7.ª, luego de caer en la repesca del taekwondo, en la categoría de hasta 67 kilos por 9-2.
Otro buen resultado obtenido en Pekín 2008 fue el logro de la regatista Cecilia Carranza Saroli en la clase Láser Radial, en la que obtuvo la 12.ª posición en la tabla final, luego de no haber podido participar en la 8.ª regata por un error de los organizadores y habiendo alcanzado menos de 10 puntos en cuatro regatas.